# 職業訓練指導員 (住宅設備機器科)
職業訓練指導員 (住宅設備機器科)（しょくぎょうくんれんしどういん じゅうたくせつびききか）は、職業訓練指導員免許のうちの1つ。厚生労働省管轄。

## 受験資格
職業訓練指導員免許の受験資格と試験免除を参照。配管技能士、浴槽設備施工技能士の保有者など。

## 試験科目
学科試験
1. 指導方法（職業訓練原理、教科指導法、訓練生の心理、生活指導及び職業訓練関係法規）
2. 関連学科

- 系基礎学科
  - 建築工学（建築設備、配管設備、建築構造、建築施工）
  - 安全衛生（安全管理、衛生管理）
- 専攻学科
  - 住宅設備機器（給水設備、給湯設備、排水設備、ガス設備、電気設備、浴そう設備、ちゅう房設備、衛生設備、換気設備、加熱機器）
  - 施工法（住宅設備設計、施工工程、据付法、配管施工法、防水施工法、住宅設備機器施工用材料、仕様及び積算）

実技試験
1. 住宅設備機器施工